# Sulfone

Strukturformel der Sulfone mit der Sulfonylgruppe (blau markiert).

Sulfone (Einzahl Sulfon) sind eine Klasse von Verbindungen mit organisch gebundenem Schwefel und Sauerstoff mit der allgemeinen Strukturformel R1-S(=O)2-R2, dabei sind R1 und R2 organische Reste. Die Einzahl Sulfon wird häufig auch als Trivialname für das Dimethylsulfon verwendet (R1 = R2 = CH3). Dimethylsulfon ist ein Beispiel für ein symmetrisches Sulfon (R1 = R2). Bei unsymmetrischen Sulfonen gilt: R1 ≠ R2. In der Natur besitzen Sulfone nur eine untergeordnete Bedeutung.

## Darstellung
Sulfone lassen sich industriell und im Labor durch Oxidation von Thioethern, z. B. mit Wasserstoffperoxid, Kaliumpermanganat oder anderen Oxidationsmitteln gewinnen. Die entsprechenden Sulfoxide sind dabei Zwischenprodukte.

## Eigenschaften
Sulfone sind schwer flüchtige und polare Verbindungen, sie sind bei Raumtemperatur meist Feststoffe. Sulfone sind chemisch recht beständig und lassen sich nur schwer oxidieren und recht schwer reduzieren. Wasserstoffe am α-ständigen Kohlenstoff sind durch den −M-Effekt der Sulfongruppe acide.

## Verwendungen
Einige Sulfone sind als Medikamente in Gebrauch, z. B. der Arzneistoff Dapson (4,4'-Diaminodiphenylsulfon) oder Sulfonal.